# Акула великорота
Акула великорота (Megachasma pelagios) — один з трьох відомих науці видів акул, що живляться планктоном (окрім китової і гігантської акули). З часу відкриття цієї глибоководної акули у 1976 році вона залишається єдиним видом у родині великоротих акул (Megachasmidae). До листопада 2004 року було зафіксовано менше ніж 25 особин, з яких лише небагатьох вдалося дослідити науково. Про анатомію, поведінку та ареал цієї акули поки відомо дуже мало.

## Особливості
Найбільшим відомим екземпляром була мертва самиця завдовжки 5,63 м, яку 19 квітня 2004 прибило хвилями до берега у місті Ітіхара у Токійській затоці. Найдрібнішим екземпляром був самець, спійманий 13 березня 2004 року поблизу острова Суматра, розмір якого становив 1,77 м. Найпомітнішою зовнішньою ознакою, якій ця акула зобов'язана своїм ім'ям, є відносно велика округлена голова з коротким носом і величезною пащею. Забарвлення спини в неї темно-коричневе, живіт світліший. У великоротих акул є два спинних плавці, один асиметричний хвостовий плавець, два великих грудних плавці та два плавці на животі, з яких задня пара значно менша.

## Поширення
Великороті акули зустрічалися в Атлантичному, Тихому і Індійському океані, найбільш часто проте біля берегів Каліфорнії і Японії . З цього біологи роблять висновок, що цей вид поширений по всьому світу і надає перевагу відносно теплим широтам. Спаровування, мабуть, проходить восени біля берегів Каліфорнії, так як саме там було виявлено найбільше дорослих статевозрілих самців великоротої акули.

## Живлення
Дослідження змісту шлунку померлих тварин показали, що головною їжею великоротої акули є дрібні організми, такі як криль. На відміну від гігантської акули, яка лише пасивно фільтрує містить планктон воду, великорота акула здатна активно всмоктувати воду для фільтрації. Поки не відомо чи відносяться до їжі цих тварин також невелика риба.

## Поведінка
21 жовтня 1990 вченим поблизу Каліфорнії вдалося спіймати живого самця величиною в п'ять метрів. Вперше великороту акулу змогли забезпечити радіопередавачем і відпустити на свободу. Таким чином, були отримані перші дані про міграційну поведінку акули, в тому числі і про її вертикальні переміщення. Стало відомо, що ніч великорота акула проводить на глибині близько 15 метрів, а вдень опускається до глибини 150 метрів. Імовірно, акула слідує при цьому за крилем, який змінює своє глибинне розташування у схожому ритмі.

## Відкриття
Не можна точно сказати, чи зустрічали люди цей вид в колишні століття і чи не послужив саме цей вид приводом для виникнення легенд про морських чудовиськ, які є сумішшю кита і акули. Вперше він був достовірно виловлений 15 листопада 1976 року біля острова Оаху на Гаваях, після чого був описаний. Це був самець, який мав довжину 4,46 м, був виловлений американським дослідним судном після того, як намагався перекусити опущені у воду кабелі і застряг в них. Тварина була ретельно вивчена, і сьогодні опудало цього самця зберігається в музеї Гонолулу.